# Стадіон (станція метро)
59°20′35″ пн. ш. 18°04′52″ сх. д. / 59.343056° пн. ш. 18.081111° сх. д.
«Стадіон» (швед. Universitetet) — станція Червоної лінії Стокгольмського метрополітену, обслуговується потягами маршруту Т14.
Станція була відкрита 30 вересня 1973 року у складі черги Естермальмстор'є — Текніска-гегскулан

Відстань до Слюссена становить 3,4 км.
Пасажирообіг станції в будень —	9,400 осіб (2019)

Розташування:  Естермальм
Конструкція: односклепінна станція глибокого закладення тбіліського типу  (глибина закладення — 25 м) з однією острівною прямою платформою.

## Операції
| Попередня станція                   | Лінія | Лінія     | Лінія | Наступна станція             |
| ----------------------------------- | ----- | --------- | ----- | ---------------------------- |
| Текніска-гегскулан до Мербю-сентрум |       | Лінія T14 |       | Естермальмстор'є до Фруенген |